# Діджиталізація освіти
Діджиталізація освіти (також: цифровізація освіти) — процес впровадження цифрових технологій в освітнє середовище з метою підвищення якості, доступності, ефективності та персоналізації навчання. Включає використання електронних ресурсів, платформ дистанційного навчання, аналітики, штучного інтелекту, мобільних застосунків, цифрових журналів та інших ІКТ‑рішень.

## Визначення
Цифровізація освіти — це трансформація освітніх процесів, інфраструктури, методик і моделей управління за допомогою цифрових технологій, що охоплює базову комп’ютеризацію класів, змішані формати (blended learning), адаптивне навчання.

## Історія
Перші етапи розпочались у 1980–1990-х рр. із впровадження персональних комп’ютерів у школах. У 2000-х виникли системи управління навчанням (Moodle, Google Classroom, Canvas). З 2010-х активно розвивалися MOOC (масові онлайн‑курси) — наприклад, Coursera, edX, Khan Academy. Пандемія COVID‑19 у 2020 році стала каталізатором масштабного переходу на дистанційне навчання.

## Основні компоненти цифровізації
- Комунікація й синхронне заняття — Zoom, Microsoft Teams, Google Meet
- LMS — Moodle, Canvas, Google Classroom
- Платформи онлайн‑курсів — Coursera, Prometheus, EdEra, WeStudy
- Електронні щоденники, журнали, реєстри
- Інтерактивні алгоритми, гейміфікація, віртуальні лабораторії
- Мобільні застосунки й особисті кабінети
- Аналітика прогресу, адаптивне навчання

## Переваги
- Збільшення доступності для усіх категорій населення
- Індивідуалізація темпу та маршруту навчання
- Автоматизація оцінювання, звітності, присутності
- Можливість навчання де й коли завгодно
- Розширення неформальної та післядипломної освіти

## Виклики
- Цифровий розрив: нерівний доступ до інтернету та пристроїв
- Переобтяження викладачів новими інструментами
- Проблеми кібербезпеки та захисту даних
- Соціальна ізоляція, зниження живої комунікації
- Потреба у постійному оновленні й навчанні персоналу

## Юридичні та нормативні аспекти
Цифрова освіта регулюється нормами захисту персональних даних, зокрема Загальним регламентом захисту даних (GDPR) у Європейському Союзі, а також Законом України «Про захист персональних даних». Окрім того, регламентується авторське право, а також законодавство щодо дистанційного навчання, що забезпечує безпечне і правомірне використання цифрового контенту.

## Цифровізація освіти в Україні
Активно впроваджується після 2014 року й особливо після 2022:
- Запуск електронних журналів і щоденників[8]
- Створення платформи Дія.Освіта[9]
- Поширення курсів Prometheus, EdEra, WeStudy[10][11][12]
- Застосування змішаного навчання в школах[13]
- Цифрове ЗНО, електронні кабінети вступника[14]

## Міжнародний контекст
В Європейському Союзі діє стратегія **Digital Education Action Plan (2021–2027)**, яка сприяє розвитку цифрової інфраструктури, підвищенню цифрових компетентностей вчителів і учнів та впровадженню інновацій у навчальний процес.
У Сполучених Штатах Америки діють ініціативи **Digital Promise** і **Future Ready Schools**, що підтримують інновації в освіті і допомагають школам переходити на цифрові методи навчання.
ЮНЕСКО впроваджує програми цифрової інклюзії, зокрема ініціативу Connected Schools Program, що спрямована на цифрову трансформацію систем освіти в країнах, які розвиваються.

## Приклади цифрових освітніх платформ
- Українські: Дія.Освіта, Prometheus, EdEra, WeStudy
- Міжнародні: Khan Academy, Coursera, edX, FutureLearn, Duolingo, Google Classroom